# Ольти, Магда
Магда Ольти (венг. Magda Olthy;  28 июня 1912, Будапешт — 22 февраля 1983, там же) – венгерская актриса
 театра и кино, режиссёр, педагог, заслуженная артистка Венгрии (1960), выдающаяся (народная) артистка Венгрии (1968), лауреат премии Мари Ясаи (1954), государственной премии Кошута (1955).

## Биография
В 1931 году окончила Академию театра и кино в Будапеште. В том же году окончила режиссёрские курсы Шандора Хевеши.
Дебютировала в Будапештском Камерном театре, позже выступала в Будайском театре. С 1933 года — артистка столичного Национального театра, членом которого был до выхода на пенсию в 1968 году. 
Играла в спектаклях Мольера, Шекспира, Бомарше, Лопе де Вега, Чехова, Л. Толстого, Д.Б.Шоу, М. Горького, Б. Брехта, Г. Чики, Тренёва и др.
С 1948 по 1962 год преподавал в Колледже театрального и киноискусства, с 1957 по 1962 год была его директором. С 1935 года  снималась в кино.
Похоронена на кладбище Фаркашрети.

## Избранная фильмография
- A királyné huszárja (1935)
- A nagymama (1936)
- Vihar (1951)
- Dandin György, avagy a megcsúfolt férj (1955)
- Ünnepi vacsora (1956)
- Melyiket a kilenc közül? (1957)
- Hogy szaladnak a fák! (1966)